# کلمنت اشتاینمتز
کلمنت اشتاینمتز (انگلیسی: Klement Steinmetz; ۲۳ مارس ۱۹۱۵ – ۲ مهٔ ۲۰۰۱) بازیکن فوتبال اهل اتریش بود.